# Medinilla rubrifrons
Medinilla rubrifrons är en tvåhjärtbladig växtart som beskrevs av Regalado. Medinilla rubrifrons ingår i släktet Medinilla och familjen Melastomataceae. Inga underarter finns listade i Catalogue of Life.